# Тідікельт – Таманрассет
Тідікельт – Таманрассет – газопровід, що подає ресурс на південний схід Алжиру.
Вихідним пунктом трубопроводу є район оази Ін-Салах, де ще з кінця 1990-х концерн Sonatrach вів видобуток газу. В 2019-му виникла можливість подачі у цей район додаткового ресурсу по реверсованому газопроводу Ін-Салах – Аулеф, крім того, очікувався запуск родовищ Південний Тідікельт та Акаблі. З огляду на це в 2018-му спорудили газопровід Тідікельт – Таманрассет довжиною 528 км та діаметром 400 мм.
Великим споживачем протранспортованого блакитного палива є ТЕС Таманрассет-Північ.